# 奥特地区维勒穆瓦龙
奥特地区维勒穆瓦龙（法語：Villemoiron-en-Othe，法語發音：[vilmwaʁɔ̃ ɑ̃.n‿ɔt]）是法国奥布省的一个市镇，属于特鲁瓦区。

## 地理
奥特地区维勒穆瓦龙（48°12'1"N, 3°46'43"E）面积12.49 平方千米，位于法国大東部大區奥布省，该省份为法国中北部省份，北起马恩省，西接塞纳-马恩省，西南至约讷省，东南至科多尔省，东临上马恩省。
与奥特地区维勒穆瓦龙接壤的市镇（或旧市镇、城区）包括：谢讷日、埃斯蒂萨克、奥特地区圣马尔、艾克斯-维勒莫尔-帕利斯。

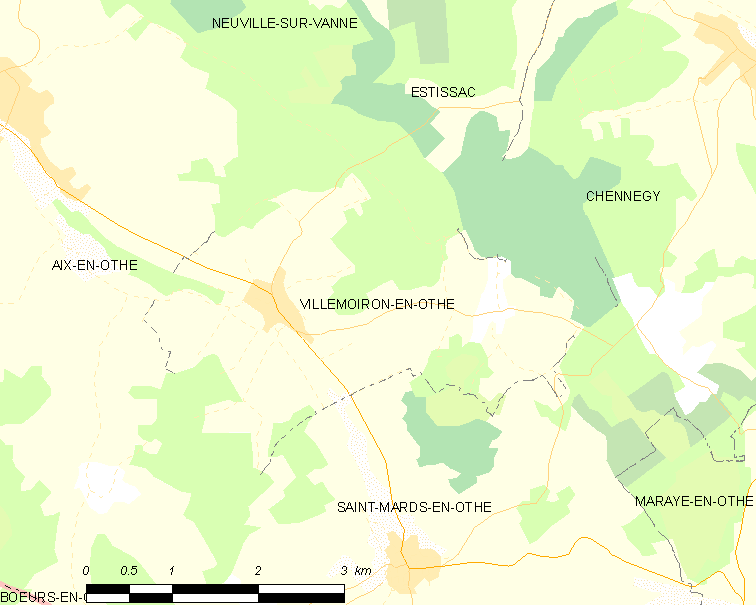
奥特地区维勒穆瓦龙的OSM定位图

奥特地区维勒穆瓦龙的时区为UTC+01:00、UTC+02:00（夏令时）。

## 行政
奥特地区维勒穆瓦龙的邮政编码为10160，INSEE市镇编码为10417。

## 政治
奥特地区维勒穆瓦龙所属的省级选区为艾克斯-维勒莫尔-帕利斯县。

## 人口

1962-2008年间奥特地区维勒穆瓦龙人口变化图示

奥特地区维勒穆瓦龙于2022年1月1日时的人口数量为204人。